# HTL Leonding

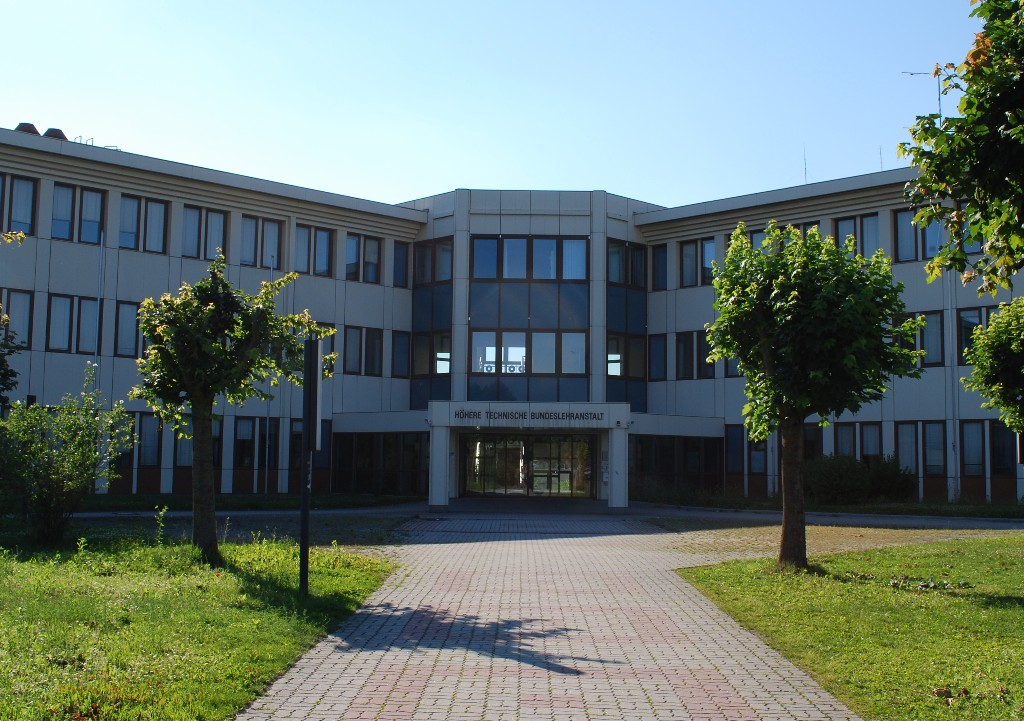
HTL Leonding (2009)

Die Höhere technische Bundeslehranstalt Leonding (HTL Leonding oder auch HTBLA Leonding) ist eine vom Bund betriebene berufsbildende höhere Schule (HTL) in Leonding, Oberösterreich mit einem Fokus auf EDV und Technik. An der Schule arbeiten über 130 Lehrkräfte, im Schuljahr 2021/22 sind mehr als 1100 Schülerinnen und Schüler angemeldet. Die Schule besitzt seit 2023 einen internationalen Zweig, welcher erstmals auch auf Englisch unterrichtet wird mit Ausnahme des verpflichtenden Faches Deutsch.

## Geschichte
Die Schule wurde 1984 eröffnet, anfänglich für den Nachrichtentechnik/Elektronik-Zweig. Seit 1985 besteht der Informatik-Zweig. Die ursprüngliche Ansiedelung der Schule war innerhalb der HTL Paul-Hahn-Straße in Linz (Linzer Technikum), ab 1987/88 konnte der Neubau am Harter Plateau in Leonding bezogen werden.
Aus Platzmangel im Schulgebäude in Leonding mussten erstmals 1997/1998 Schüler disloziert im BRG Traun untergebracht werden. Daraus entstand in weiterer Folge die Expositur und später eigenständige HTBLA Traun. Auch die HTL Perg und die FH Hagenberg entwickelten sich aus der HTL Leonding. Das Stammhaus in Leonding wurde 2001/2002 renoviert und erweitert.
Seit 2023 erweitert die Schule ihr internationales Angebot und führte erstmals einen englischsprachigen Zweig ein, der „CSI - Computer Science International“ heißt. Dieser Bereich ist für Personen zugänglich, die der deutschen Sprache nicht mächtig sind. Der Unterricht findet fast ausschließlich auf Englisch statt, mit Ausnahme des Pflichtfachs Deutsch, und bietet einen ähnlichen Lehrplan wie der Informatik-Zweig. Ein weiterer Bereich mit dem Namen „DDP - Design of Digital Products“ soll in den kommenden Jahren Teil des Bildungsangebots der Schule werden.

## Leitung
- 1985–1988: Franz Hillingrathner
- 1988–2003: Klaus Hamberger
- 2003–2004: Franz Höfer
- 2004–2020 Wolfgang Holzer
- seit 2020: Richard Kainerstorfer[4]

## Ausbildung (HTL, Fachschule, Abendschule/Kolleg)
Es werden primär vier Zweige angeboten:
- Informatik (mit zusätzlichem Angebot in Form des Bereiches "CSI - Computer Science International"[2] und "DDP - Design of Digital Products"[3])
- IT-Medientechnik
- Elektronik und Technische Informatik
- Biomedizin- und Gesundheitstechnik

Für alle existiert eine höhere Abteilung (HTL), deren 5-jährige Ausbildung mit der Reife- und Diplomprüfung endet. In Elektronik wird zusätzlich eine 4-jährige Fachschule angeboten, in Informatik und Medientechnik eine Abendschule. Ferialpraktika sind dabei fester Bestandteil der Ausbildung.

### Informatik
Die höhere Abteilung für Informatik vereint eine EDV-technische mit einer betriebswirtschaftlichen Ausbildung. Sie qualifiziert die Absolventen für ein breites Einsatzspektrum in Industrie und Wirtschaft. Zahlreiche Kooperationen mit Unternehmen in Form von Projekten ergänzen die Ausbildung. Die Ausbildung umfasst Fachgebiete wie Software-Engineering, Datenbanken & Informationssysteme, Computer-Architektur, Netzwerksysteme, Betriebssysteme, Projektentwicklung, Betriebswirtschaft und Robotik. Seit dem Schuljahr 2021/22 wurde die Ausbildung um einen Schwerpunkt in den Bereichen Cyber-Security, Data-Science sowie Artificial Intelligence erweitert.
Der neu etablierte englischsprachige Bereich „CSI - Computer Science International“, der seit dem Schuljahr 2023/24 Teil des Bildungsangebots ist, gilt als Unterbereich der Informatik und hat einen ähnlichen Schwerpunkt wie der reguläre Informatik-Zweig. Obwohl der Unterricht auf Englisch erfolgt, ist aufgrund der Zentralmatura, die das Pflichtfach Deutsch umfasst, ein fünfjähriger Deutschunterricht für alle Schüler verpflichtend. Zusätzlich werden Fördermaßnahmen angeboten, um eine reibungslose Integration in das deutschsprachige Umfeld zu erleichtern.

### IT-Medientechnik
Für moderne Computeranwendungen wird multimedialer Inhalt benötigt. Dabei ist aber nicht nur der technische Hintergrund wichtig, sondern auch der gestalterische Aspekt. Im Medientechnik-Zweig werden alle informationstechnischen Kenntnisse, die für die multimediale Computerwelt benötigt werden, gelehrt. Dabei werden der Entwurf und die Erstellung von Bild-, Audio- und Videoproduktionen genauso behandelt wie die Gestaltung von Benutzeroberflächen für Computeranwendungen, 3D-Darstellungen und 3D-Animationen oder die Entwicklung von Computerspielen. Betriebswirtschaftliche und rechtliche Inhalte runden die Ausbildung ab. Seit dem Schuljahr 2021/22 wurde die Ausbildung um einen Schwerpunkt im Bereich der IT-Security erweitert.

### Elektronik und Technische Informatik
Die Ausbildung im Bereich Elektronik und Technische Informatik vereint Hard- und Softwareentwicklung auf breiter Basis. Sie befähigt die Absolventen elektronische Systeme für Industrie und Wirtschaft entwerfen und programmieren zu können. Ab dem vierten Jahrgang werden Projekte aus den unterschiedlichsten Bereichen realisiert. Die Gegenstände der Ausbildung sind praxisnah gehalten. Die Basis bilden elektronische Grundlagen, wesentliche Bauelemente und deren Einsatz in der Schaltungstechnik. Ergänzt wird dies durch eine Ausbildung in den Labors und Werkstätten, wie beispielsweise dem Prototypenbau.

### Biomedizin- und Gesundheitstechnik
Die Biomedizinische Technik ist eine Kombination aus Elektronik, medizinischen Grundlagen und Software. In der Medizintechnik werden sowohl fundierte Kenntnisse in den Bereichen Hardware und Software als auch medizinisches Fachwissen über Aufbau und Funktion des menschlichen Körpers vermittelt. Gesundheitsmechatronik, bildgebende Systeme (z. B. Ultraschall, MR, CT), medizinische Gerätetechnik und Medizininformatik sind dabei tragende Schwerpunkte des Ausbildungszweiges.
Zur Anwendung kommt die Medizintechnik in Arztpraxen, Krankenhäusern, Rehabilitationszentren und Labors. Außerdem werden medizintechnische Geräte vermehrt auch im Sport und im Bereich Wellness eingesetzt. Der medizintechnische Bereich weist ein rasantes Wachstum auf und bietet interessante und vielfältige berufliche Einsatzmöglichkeiten.

### Fachschule
Der Besuch der Fachschule führt in vier Ausbildungsjahren zum Industrieelektroniker und bietet
- allgemeine Bildung
- fundierte Elektronikausbildung
- EDV/IT-Ausbildung
- praxisbezogene Werkstättenausbildung.

Außerdem wird auf Mess-, Steuerungs- und Regelungstechnik, als auch auf Hard- und Software für die Automatisierungstechnik Wert gelegt. Weitere Inhalte sind Telekommunikation, Netzwerktechnik oder auch Produktionstechnik. Nach Abschluss der Fachschule kann durch Absolvierung der Berufsreifeprüfung der Zugang zu Hochschuleinrichtungen erlangt werden.

### Abendschule / Kolleg
In der Abendschule wird während einer achtsemestrigen Ausbildung der schulautonome Schwerpunkt Software-Engineering angeboten. Der Unterricht ist berufsbegleitend und wird am Abend abgehalten. Zusätzlich besteht die Möglichkeit, die Abendschule als Kolleg nach der Absolvierung der Matura an einer anderen Schule zu besuchen. Die Ausbildungszeit verkürzt sich dadurch auf sechs Semester. Ab Herbst 2021 wird zusätzlich zum Schwerpunkt Software-Engineering ein weiterer Schwerpunkt „Systemtechnik Medientechnik“ angeboten.

## Projekte und Aktivitäten
Zusätzliche Initiativen der HTL Leonding stellen die unterschiedlichsten Projekte und Events, die Teilnahme an Wettbewerben und die Aufnahme eines schuleigenen Podcast dar.

### Project Award
Die HTL Leonding veranstaltet jedes Jahr im April den Project Award der Informatik HTLs in Oberösterreich. Bei diesem Bewerb präsentieren die Schüler der fünften Jahrgänge, bzw. der Abschlussklassen der Abendschule, ihre Projekte und Diplomarbeiten. Die Präsentationen werden von einer externen Jury bewertet, die aus renommierten Vertretern der Software-Industrie, der Universität Linz (JKU) und der FH Oberösterreich besteht.

### Team RoboDucks
Auch im Bereich des Roboterfußballs findet das Team der HTL Leonding internationale Anerkennung.